# 鹤岭镇
鹤岭镇，是中华人民共和国湖南省湘潭市雨湖区下辖的一个乡镇级行政单位。2015年11月19日，响塘镇、鹤岭镇成建制合并设立鹤岭镇。

## 行政区划
鹤岭镇下辖以下地区：
果沙社区、白冲社区、红旗社区、跃进社区和七亩村。